# Campañas sureñas de Zhuge Liang
La Campaña Sureña de Zhuge Liang, también conocida cómo la Guerra de Pacificación en Nanzhong, fue una campaña militar liderada por el canciller de Shu, Zhuge Liang para suprimir a las fuerzas opositoras en el sur en el 225 durante el periodo de los Tres Reinos de la Historia China. La campaña fue una respuesta a las rebeliones comenzadas por los gobernadores en la región del sur de Nanzhong e intrusiones de los Nanman (literalmente: "bárbaros del sur").
- Datos: Q1133098
- Multimedia: Southern Campaign by Zhuge Liang / Q1133098